# هری کورنیتز
هری کورنیتز (انگلیسی: Harry Kurnitz؛ زاده ۵ ژانویهٔ ۱۹۰۸ درگذشته ۱۸ مارس ۱۹۶۸) یک فیلم‌نامه‌نویس اهل ایالات متحده آمریکا بود.

## مرگ
کورنیتز بر اثر حمله قلبی درگذشت. او در زمان مرگ، روی یک داستان کارآگاهی کار می‌کرد.